# Pseudidothea hoplites
Pseudidothea hoplites är en kräftdjursart som beskrevs av Gary C.B. Poore och Bardsley 2004. Pseudidothea hoplites ingår i släktet Pseudidothea och familjen Pseudidotheidae. Inga underarter finns listade i Catalogue of Life.